# Marsha Blackburn
Marsha Blackburn (Laurel, 1952. június 6. –) az Amerikai Egyesült Államok Tennessee államának szenátora.